# 田斌 (景泰進士)
田斌（1428年—？），字尚賢，應天府江寧縣人，錦衣衛鎮撫司軍匠籍，明朝政治人物。同進士出身。

## 生平
景泰元年（1450年）庚午科順天府鄉試第十一名。景泰二年（1451年）聯捷辛未科會試中式第一百八十四名，殿試登進士第三甲第七十九名。

## 家族
曾祖父田冲遠。祖父田仲堅。父亲田濟民。